# Bashkia e Lushnjës
Bashkia e Lushnjës är en kommun i Albanien.   Den ligger i prefekturen Qarku i Fierit, i den centrala delen av landet, 50 kilometer söder om huvudstaden Tirana.
Trakten runt Bashkia e Lushnjës består till största delen av jordbruksmark.  Runt Bashkia e Lushnjës är det ganska tätbefolkat, med 248 invånare per kvadratkilometer.